# Anyphops namaquensis
Anyphops namaquensis is een spinnensoort uit de familie van de Selenopidae.
De wetenschappelijke naam van de soort werd in 1940 als Selenops namaquensis gepubliceerd door Reginald Frederick Lawrence.